# Carl Gustaf Adlermarck
Carl Gustaf Adlermarck, född 12 oktober 1747, död 20 juni 1810, var en svensk friherre och ämbetsman.

## Biografi
Adlermarck var kanslist i Kanslikollegium 1767, kanslijunkare 1770 och protokollsekreterare vid Utrikesexpeditionen 1774. Han erhöll kansliråds titel 1776. Adlermarck invaldes som ledamot nr 70 av Kungliga Musikaliska Akademien den 13 april 1776 och som ledamot 298 av Kungliga Vetenskapsakademien år 1800.
Adlermarck gifte sig första gången 1773 med grevinnan Hedvig Elisabeth Posse (1755–1774), dotter till generalen greve Fredric Arvidsson Posse och friherrinnan Ulrica Eleonora Wrangel af Lindeberg, samt andra gången 1776 med friherrinnan Anna Elisabeth Boije af Gennäs (1752–1807), dotter till Hans Henric Boije af Gennäs och Anna Helena Hermelin.